# Abeau
L'Abeau est un ruisseau de l'Ardèche et du Gard, affluent de la Ganière, et faisant partie du bassin du Rhône.

## Communes traversées
Aujac,
 Bonnevaux,
 Banne,
 Malbosc.